# Atechgah
Atechgah ou Ateshgyah (en azéri : Atəşgah) est un temple des adorateurs du feu en Azerbaïdjan, dans la péninsule d’Apsheron, à 30 km du centre de Bakou, situé au bout de la localité Amiradjan du district Sourakhani. Ce musée à ciel ouvert est déclaré monument historique et architectural par le décret du Président de l’Azerbaïdjan. 

## Historique
Atechgah dans son état moderne a été construit aux XVIIe – XVIIIe siècles. Le temple-autel se rapporte à 1810, construit au frais du marchand Kantchanagar. « Atechgah » signifie « maison du feu », « lieu du feu ». Le territoire du temple regorge de gaz naturel ce qui déclenche parfois des phénomènes naturels uniques.
Le temple est construit par la communauté hindoue, se rapportant à la religion sikhe. Mais l’histoire du temple est plus ancienne. Le culte du feu à Sourakhani a été repris après le XVe siècle à la suite du développement des relations économiques et culturelles avec l’Inde. Les sources du XVIIe siècle notent les pèlerins d’Inde, arrivés à Bakou au culte du feu[évasif]. Aux XV-XVIIe siècles les hindous-adorateurs du feu[réf. souhaitée], s’étant trouvés à Apsheron avec les caravanes de marchandises, ont commencé à faire des pèlerinages à Sourakhani. 
Au cours du XVIIIe siècle, autour du temple ont été bâtis des caravansérails, des cellules, des chapelles. Il y a des inscriptions gravées sur pierre dans les cellules du monument, exécutées avec des caractères indiens : davanagari et gumruki[réf. souhaitée]. Au début du XIXe siècle, le temple avait déjà l’apparence actuelle. Bâti dans les traditions de l’architecture locale, Atechgah unit les traits des autels anciens du feu. En 1830, une épidémie de choléra-morbus touche tous les villages voisins mais le site d'Atechgah et ses environs sont épargnés. Cet épisode poussa le chercheur M. Lenz au debut du XIXe siècle à se pencher de plus près, dans le cadre de sa recherche sur les volcans bourbeux de Bakou, sur la qualité des rayons qui émanent de certaines sources calorifiques, afin d'étudier la valeur purificatrice sur l'air environnant de la combustion du gaz de haute qualité trouvé sur les lieux.
Quelques dizaines d’ermites pratiquant le culte du feu habitaient à Atechgah, menaient une vie ascétique, se martyrisant et en purifiant l’âme. Ils pendaient sur leurs corps de lourdes chaînes, qui pesaient 30 kg, se couchaient sur la chaux vive jusqu’à la mortification de quelques parties du corps. Ils ne travaillaient pas et vivaient des dons des marchands indiens. Les ermites croyaient que l’âme de l’homme revivait et revenait sur terre après sa mort. Il dépendait du karma, de la somme de bonnes ou mauvaises affaires, sous quelle forme il reviendrait : d’un homme connu ou d’un animal.
Au milieu du XIXe siècle, la sortie du gaz dans ce lieu a cessé à cause du déplacement de la terre[évasif]. Les pèlerins avaient accepté ce fait comme punition des dieux et ont quitté les lieux. Atechgah a existé comme lieu de culte jusqu’en 1880, quand le dernier indou est retourné en Inde.
En 1975, Atechgah a été rouvert après les travaux de restauration. En 2007, le temple a été restauré de nouveau.

## Installations
Le temple est une construction pentagonale avec un mur extérieur cranté et le portail d’entrée. Au centre du patio s’élève la rotonde quadrangulaire du temple - autel principal. Une chambre d’hôte est installée au-dessus du portail. À proximité du temple-sanctuaire, il y a une fosse, actuellement remplie de pierres, où on brûlait dans le feu saint les corps des indous décédés.
Les feux perpétuels brûlaient au nord de la structure elliptique, emplacement des 16 puits de naphte blanc, structure axée du nord-est au sud-est. L'originalité du bâtiment consiste à avoir été construit sur des roches en calcaire coquillées d'où s'échappait le gaz naturel du sous-sol. Les murs ont été conçus pour renfermer ces roches et leur gaz, pour ensuite le distribuer de manière contrôlée via des conduits dans l'ensemble du bâtiment. Dans les habitations des Indiens vivant sur le site, le sol a aussi été creusé pour créer des sorties de gaz naturel exploité dans l'enceinte des foyers.
À l’ouest de Khinaliq il y a un autre atechgah de l’Azerbaïdjan, qui est considéré comme très ancien. Il existe la sortie du gaz à 4-5 km de Khinaliq, vers l’ouest. En outre, le temple avec le même nom se trouvait à Ispahan. Actuellement, étant transformé en musée, il est l’une des curiosités de la ville.

## Galerie

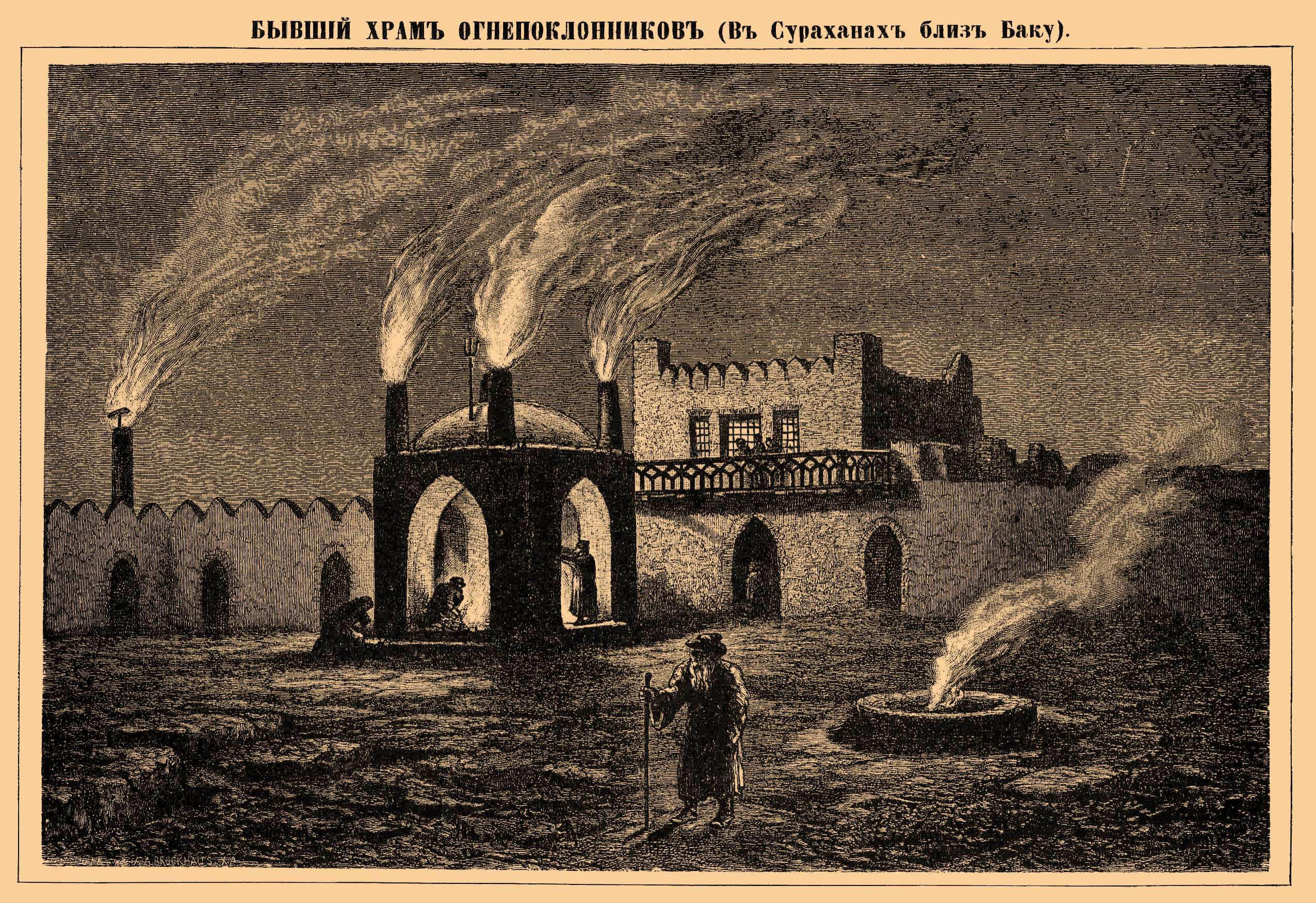
L'Atechgah de Bakou d'après l'encyclopédie Brockhaus et Efron (1890-1907).
Intérieur.
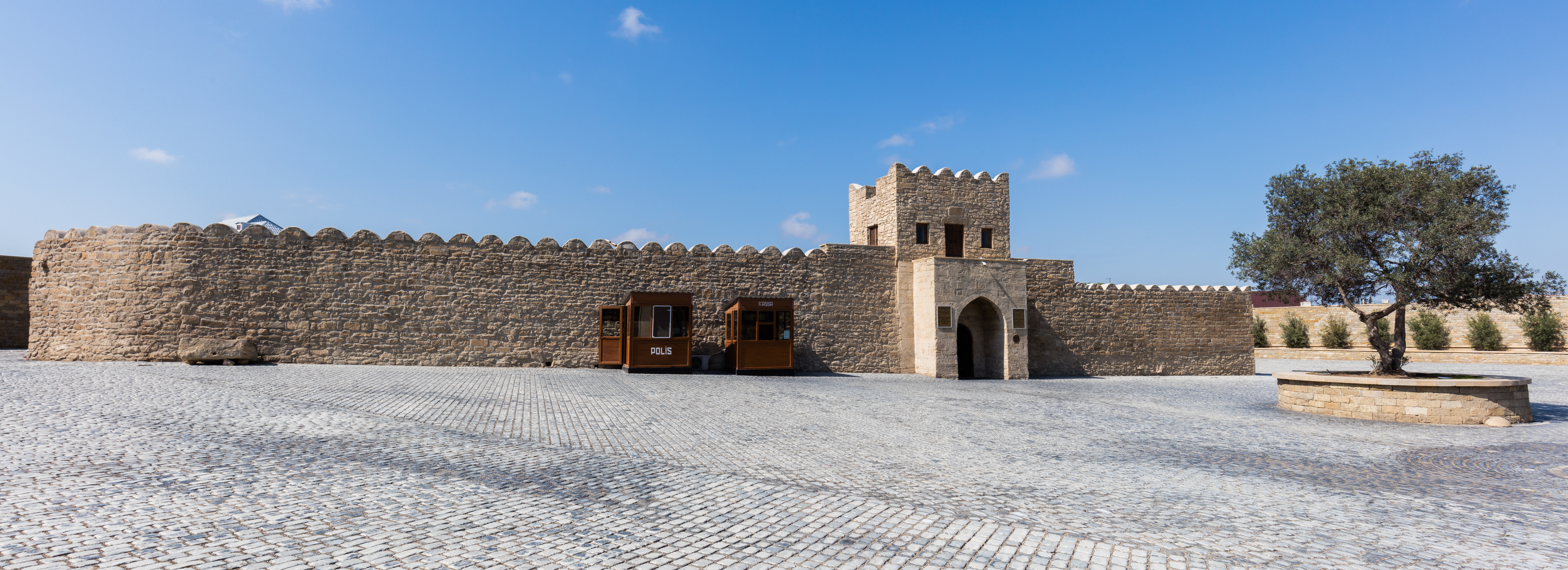
Mur extérieur.
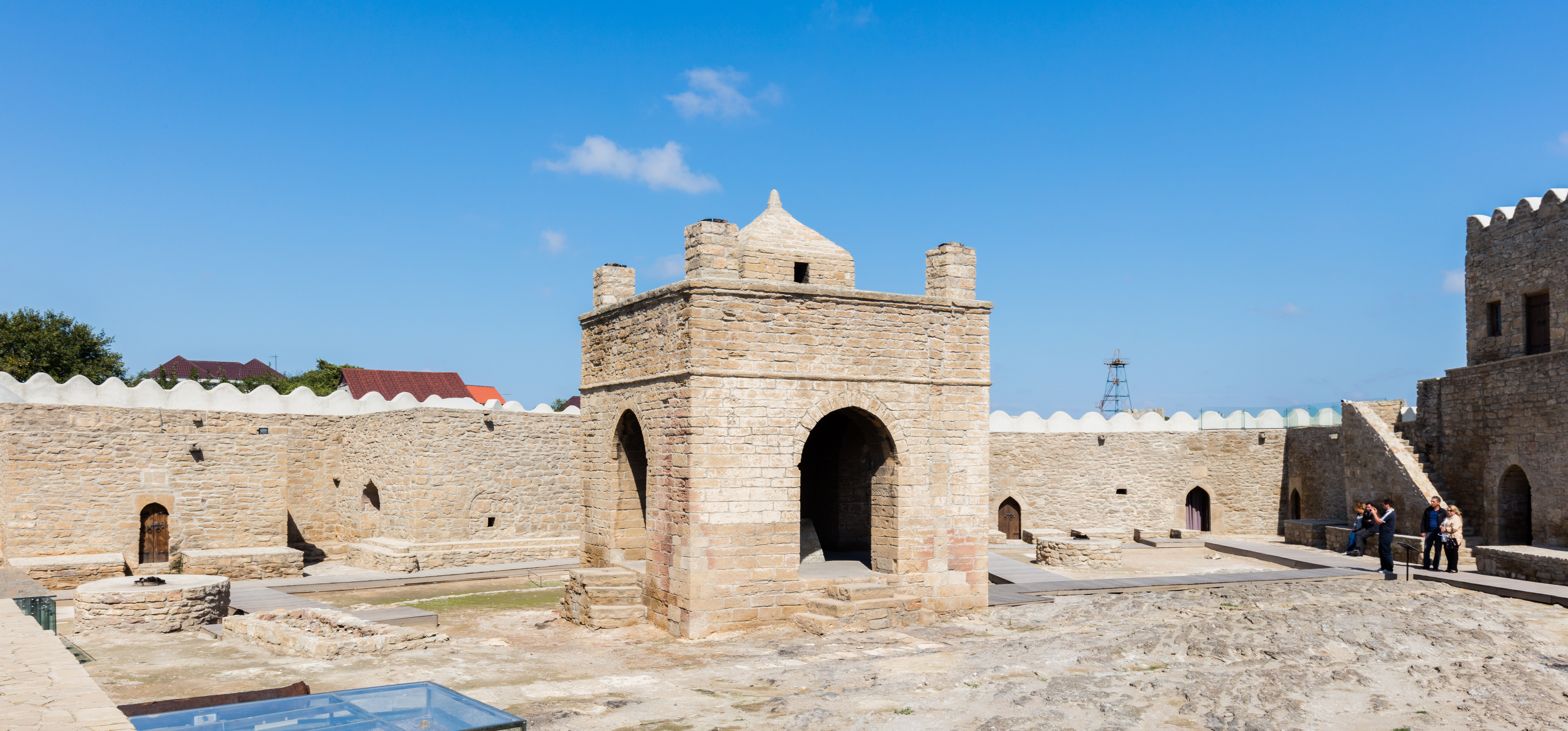
Vue d'ensemble.
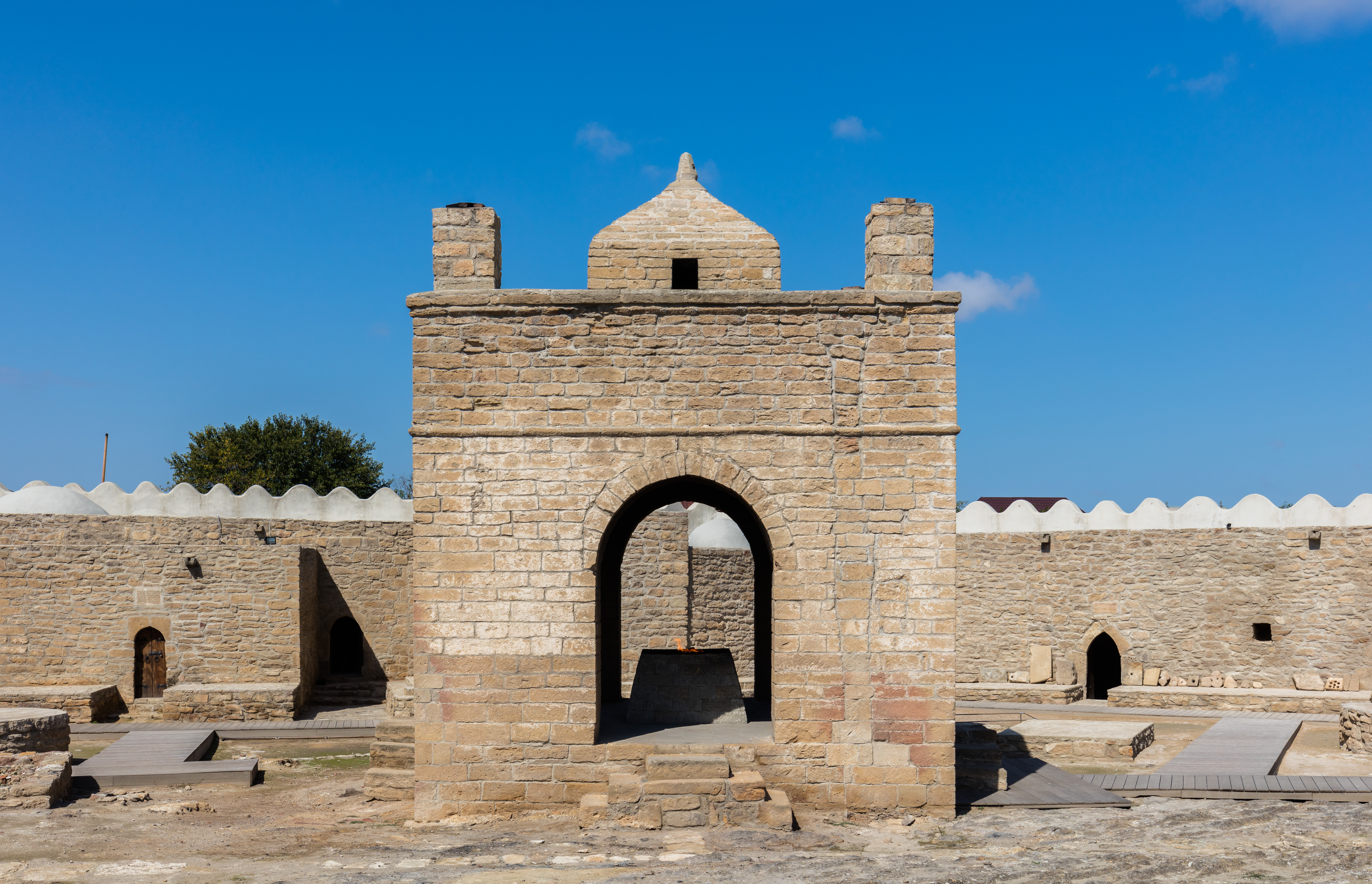
Temple central.
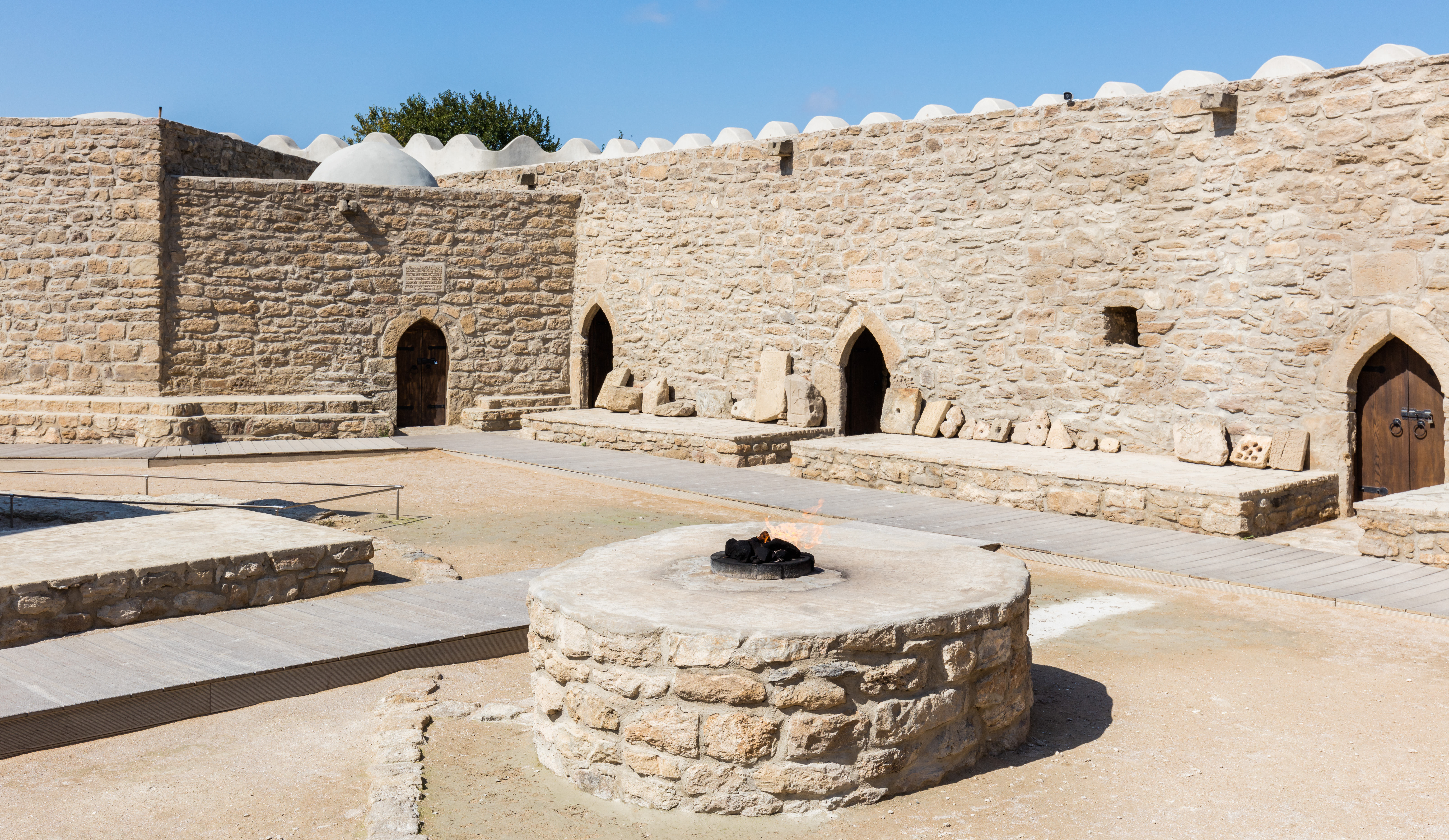
Flamme.

## Dans la littérature
Le personnage du roman de Jules Verne, Claudius Bombarnac, décrit l'atechgah comme suit :
« J’aurais voulu visiter le fameux sanctuaire d’Atech-Gâh ; mais il est à vingt-deux verstes de la ville, et le temps m’eût manqué. Là brûle le feu éternel, entretenu depuis des centaines d’années par des prêtres parsis, venus de l’Inde, lesquels ne mangent jamais de nourriture animale. En d’autres pays, ces végétariens seraient simplement traités de légumistes »,.